# Blue Suede Shoes/Tutti Frutti
Blue Suede Shoes/Tutti Frutti è un singolo di Elvis Presley, pubblicato su 45 giri nel settembre 1956 in vinile a 45 giri e in gommalacca a 78 giri .

## Descrizione
Il disco racchiude le versioni di Presley di due successi rock'n'roll pubblicati in precedenza, Blue Suede Shoes di Carl Perkins e Tutti Frutti di Little Richard.
La versione di Blue Suede Shoes è meno rockabilly rispetto all'originale di Perkins e più veloce ed aggressiva, mentre quella di Tutti Frutti, pur frenetica, non eguaglia l'energia di quella di Little Richard.

## Tracce
Lato A
1. Blue Suede Shoes – 1:58 (Carl Perkins)

Lato B
1. Tutti Frutti – 1:57 (Richard Penniman e Dorothy La Bostrie)

## Formazione
- Elvis Presley – voce solista, chitarra acustica ritmica
- Scotty Moore – chitarra elettrica solista
- Bill Black – basso
- D. J. Fontana - batteria